# Rodrigo Ávila
Rodrigo Ávila Avilés (San Salvador, 25 de junio de 1964) es un político salvadoreño. Fue presidente del Comité Ejecutivo Nacional del partido derechista Alianza Republicana Nacionalista (ARENA) durante el 2008 y hasta abril de 2009. En dos ocasiones fue director de la PNC (1994-1999 y 2006-2008). 
Fue candidato presidencial en las elecciones del 15 de marzo de 2009 por el partido ARENA, pero fue derrotado por el candidato del Frente Farabundo Martí para la Liberación Nacional, Carlos Mauricio Funes Cartagena.
En el 2003, compitió por la Alcaldía de la ciudad de Santa Tecla, pero perdió ante el entonces alcalde Óscar Ortiz del partido Frente Farabundo Martí para la Liberación Nacional.
En las Elecciones legislativas y municipales de El Salvador de 2015 resultó elegido para ser Diputado por el departamento de La Libertad bajo la bandera del único partido al que ha pertenecido, el partido ARENA, obteniendo 41,991 votos preferenciales por rostro en ese departamento, siendo el número 1 en votos de todos los candidatos a diputados de ese departamento. Se reeligió para el periodo 2018 - 2021, consiguiendo ser nuevamente el político más votado del país, en relación con la densidad población de El Salvador. Y fue reelegido una vez más por el Departamento de La Libertad en las contiendas electorales realizadas el 28 de febrero de 2021.

## Educación
Los estudios básicos los realizó en el colegio católico Liceo Salvadoreño, en San Salvador. Ávila representó a esa institución en los juegos estudiantiles en competencias de atletismo.

## Carrera Económica y Política
Su hermano mayor Roberto Ávila fue uno de los fundadores de ARENA. La experiencia política de Rodrigo Ávila inició en la Directiva del Sector Profesional, posteriormente en la Directiva Municipal de Santa Tecla, hasta llegar a convertirse en Director Departamental de La Libertad.
Su trayectoria en el sector privado inició en 1988 en empresas multinacionales, donde formó parte del equipo de la compañía ESSO Standard Oil Limited-El Salvador, desde septiembre de ese año hasta marzo de 1993. También fue accionista de una empresa en el rubro de seguridad privada cuyas acciones vendió para poder entrar de lleno a la política partidaria.
Durante la gestión del presidente Alfredo Cristiani, Ávila ingresó a la naciente Policía Nacional Civil, una institución fruto de los Acuerdos de Paz, como Subdirector de Gestiones y luego fue ascendido a Subdirector de Operaciones para que en 1994 fuera el director de dicha institución por primera vez.
En junio de 1994, asumió la conducción de la institución policial, cargo que serviría durante toda la gestión del entonces presidente Armando Calderón Sol hasta mayo de 1999, llegando a crear diferentes unidades policiales hasta dejar una base operativa con más de 22,000 activos en las diferentes ramas.
Rodrigo Ávila fue elegido diputado por primera vez entre mayo del año 2000 y abril de 2003. En la  Asamblea Legislativa fungió como subjefe de su partido y se desempeñó como secretario de la Comisión de Seguridad Pública y Combate a la Narcoactividad. También fue miembro de las Comisiones de Legislación y Puntos Constitucionales y de la Comisión de Defensa.
Entre junio de 2004 y diciembre de 2005 trabajó como Viceministro de Seguridad Ciudadana,   impulsando programas de prevención, modernización del Sistema Carcelario, fortalecimiento institucional, entre diversos proyectos hasta asumir por segunda vez la dirección de la PNC desde el 1 de diciembre de 2006 hasta el 5 de febrero de 2008, durante el gobierno del entonces presidente Elías Antonio Saca, pero él se retiraría luego de ver situaciones que ponían en riesgo la institucionalidad de la PNC.
Posteriormente, tras las elecciones del 2009, Rodrigo Ávila regresa a la contienda política en 2015 donde competiría como candidato a Diputado por el Departamento de la Libertad y llegaría a la Asamblea Legislativa con más de 41,000 marcas; haciéndolo el candidato más votado en valores relativos del todo el país. Fue elegido como Cuarto Vicepresidente de la Asamblea y participó como relator en la Comisión de Defensa y Comisión de Seguridad Pública y Combate a la Narcoactividad.

En el 2018, Ávila optó por la reelección para el período 2018 - 2021, logrando alcanzar más de 44,000 marcas, agenciándose por segunda vez consecutiva como el candidato más votado en valores relativos del todo el país. Actualmente se encuentra como relator de la Comisión de Seguridad Pública y Combate a la Narcoactividad y miembro de la Comisión de Hacienda y Especial del Presupuesto.